# Observatoire de Lille
L'observatoire de Lille est un bâtiment consacré à l'astronomie, situé impasse de l'Observatoire à Lille. Construit en 1932 par Marcel Boudin, élève de Robert Mallet-Stevens, il a été inscrit à l'inventaire des monuments historiques en 2001.
Ce site est desservi par la station de métro Porte de Douai - Jardin des Plantes.

## Historique

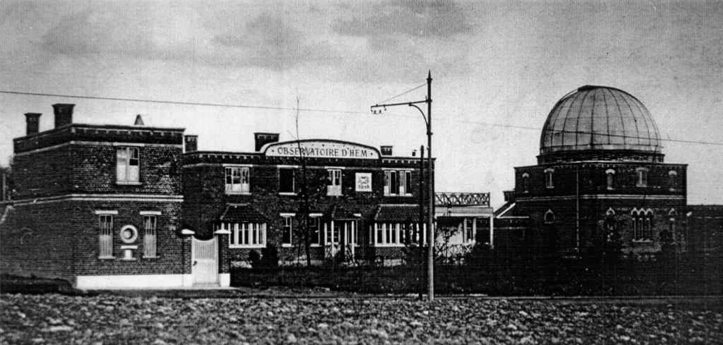
Observatoire de Hem

Robert Jonckhèere, né en 1888 à Roubaix et passionné d'astronomie, notamment de la recherche d'étoiles doubles, fonde l'observatoire de Hem et l'inaugure en 1909. Ce premier observatoire possède une coupole de 9 m de diamètre et une lunette de 35 cm de diamètre et de plus de 6 m de distance focale. Il s'occupe également des relevés météorologiques et du service de l'heure.
Lors de la Première Guerre mondiale, Hem est occupée et Robert Jonckhèere se réfugie en Angleterre et travaille à l'observatoire royal de Greenwich. À son retour, faute de moyens, il doit vendre ses équipements à l'Université de Lille ainsi que le terrain et les bâtiments qui seront rasés en 1934.
Dans le même temps, le maire de Lille, Roger Salengro, fait construire plusieurs bâtiments scientifiques dans le quartier de Lille-Moulins, dont un nouvel observatoire, qui contiendra désormais la lunette de 35 cm.
L'observatoire poursuit son activité et aura pour directeurs successifs : Charles Gallissot, Vladimir Kourganoff, Pierre Bacchus, Luc Duriez, Irène Stellmacher et Alain Vienne. En 2012, il s'occupe notamment de l'étude des comètes et des débris spatiaux.

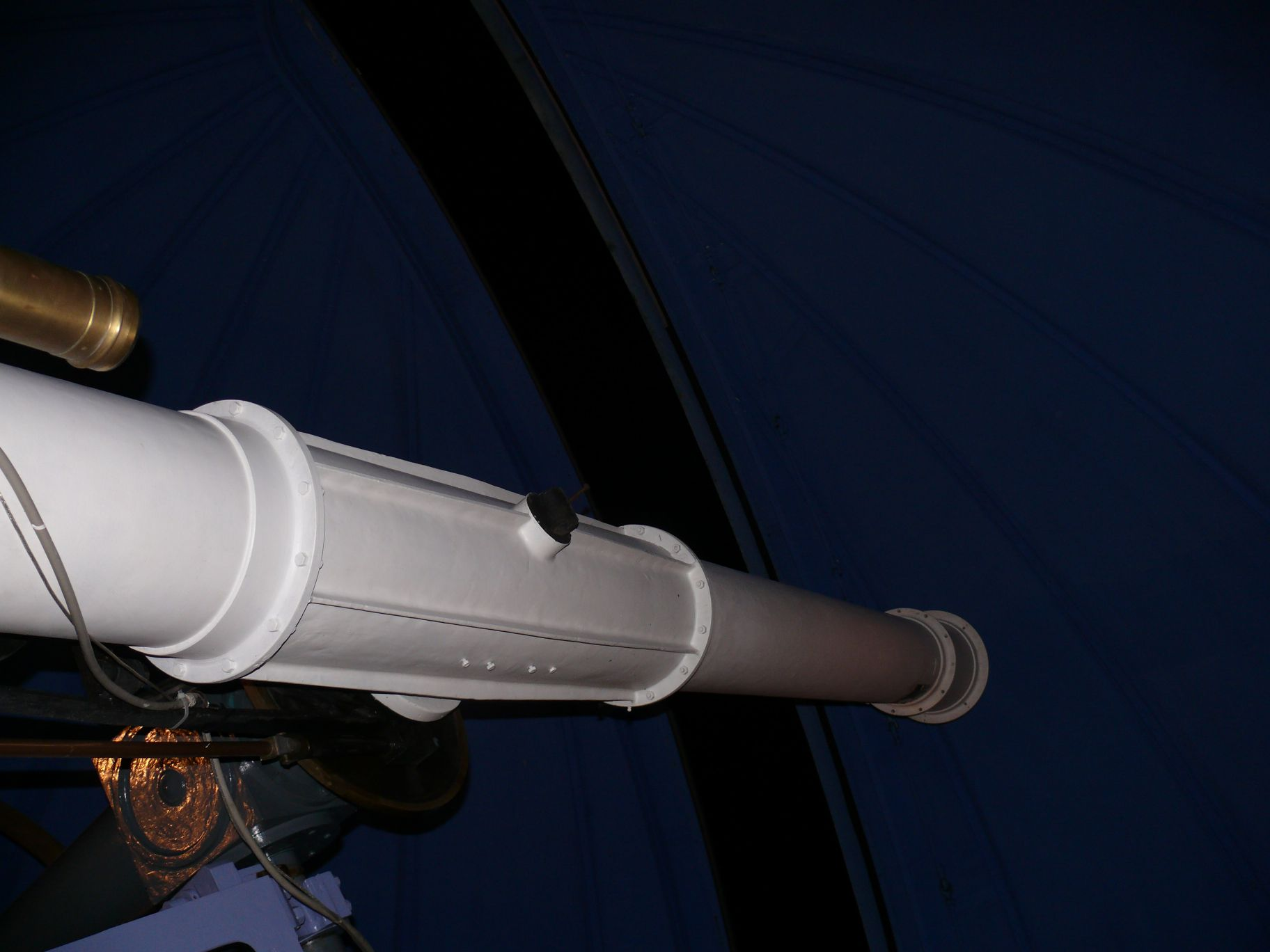
La lunette
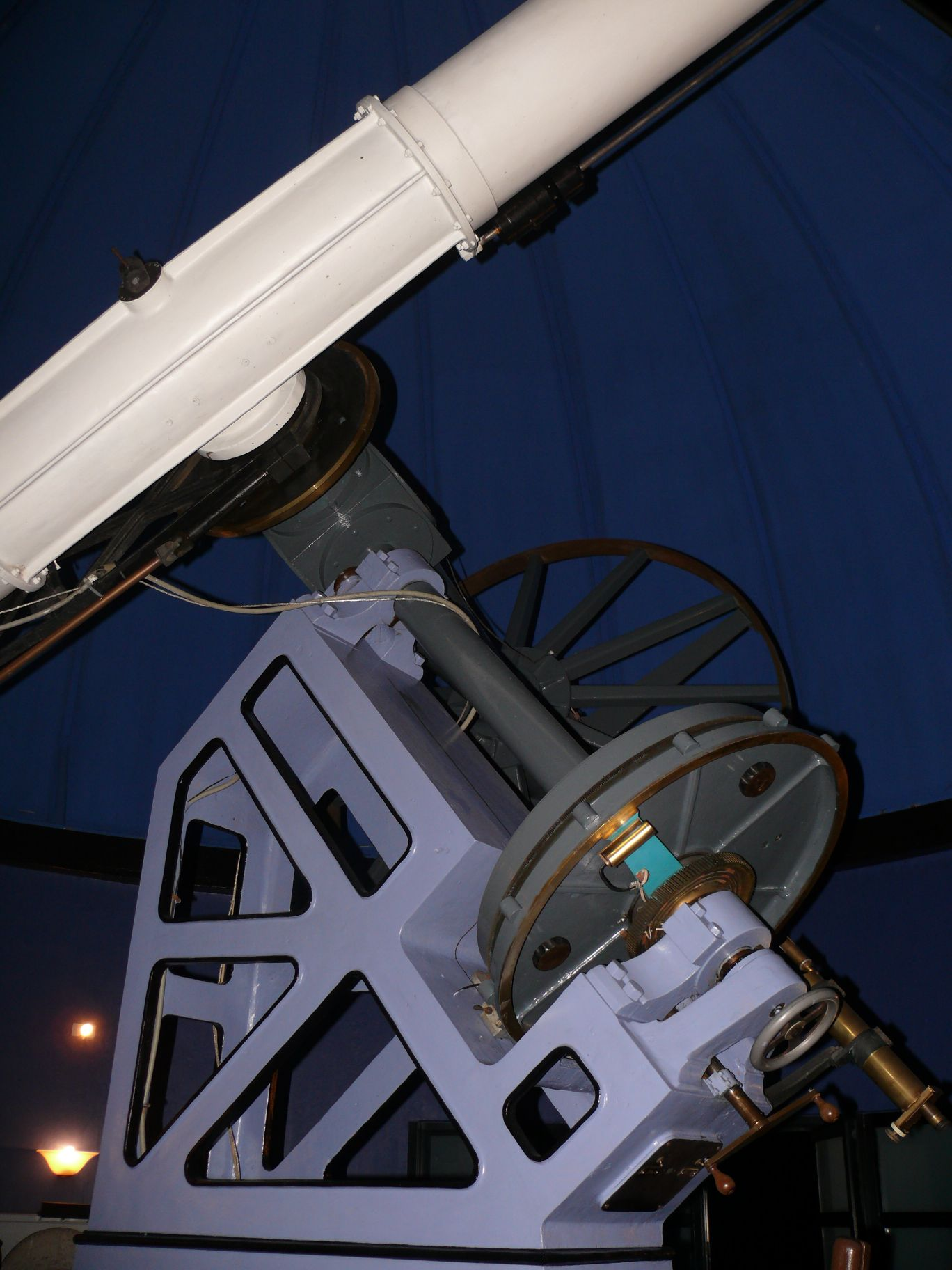
La lunette
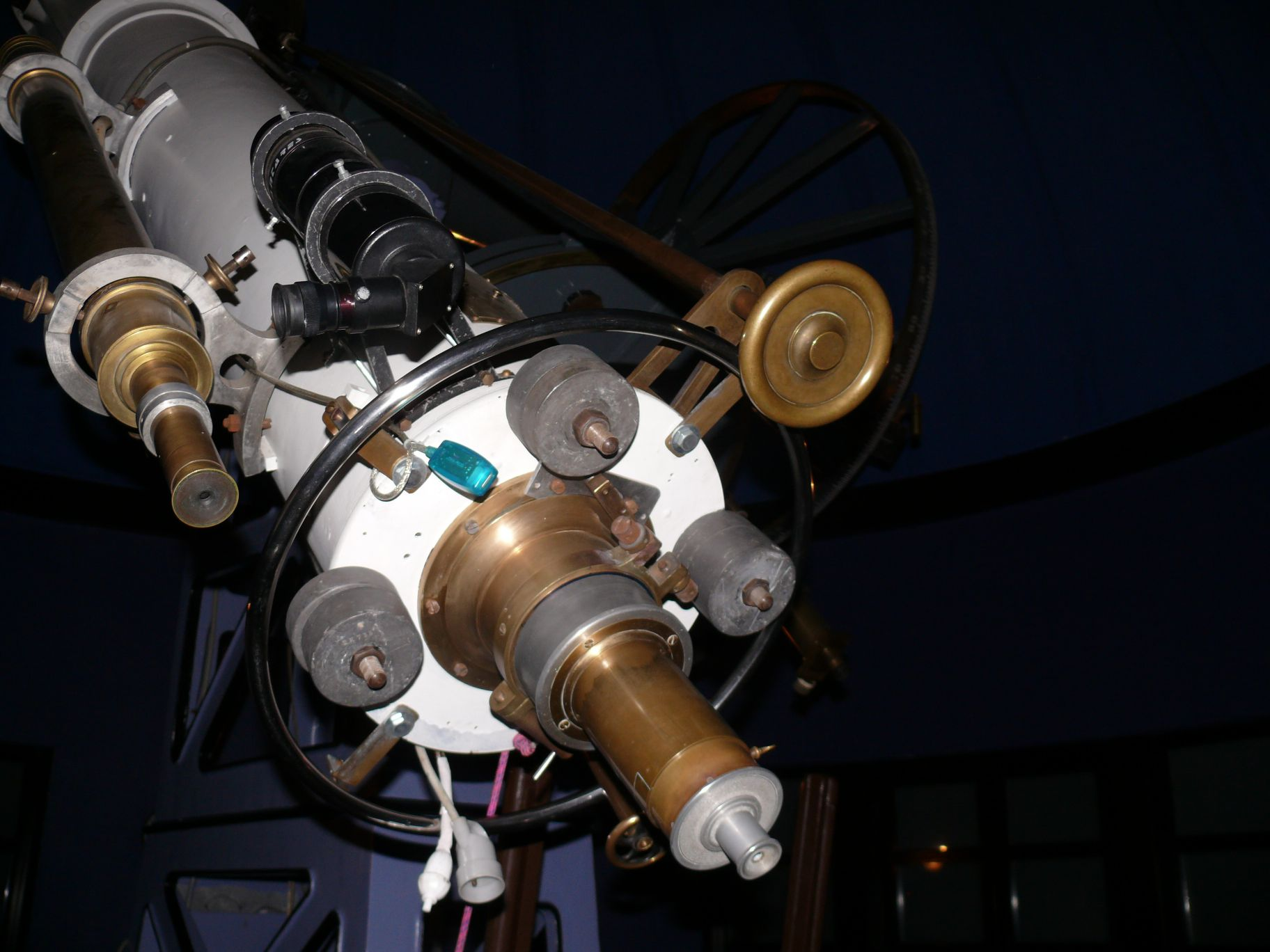
La lunette

## Le musée
L'observatoire comporte également un musée qui présente divers objets scientifiques utilisés en météorologie et en astronomie : anémomètres, baromètres, sextants, micromètre à fils, postes récepteurs et de nombreuses horloges.

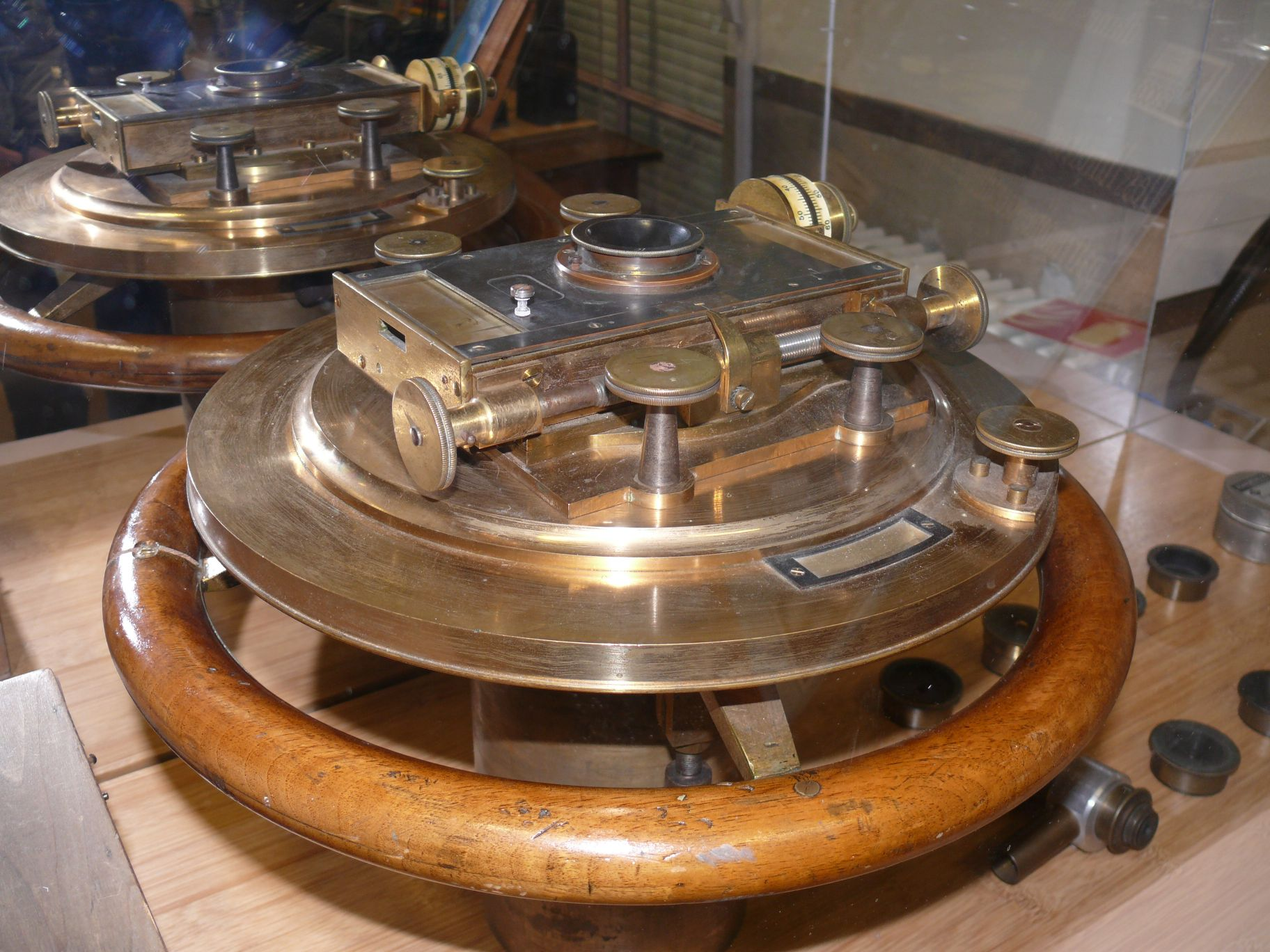
Micromètre à fils
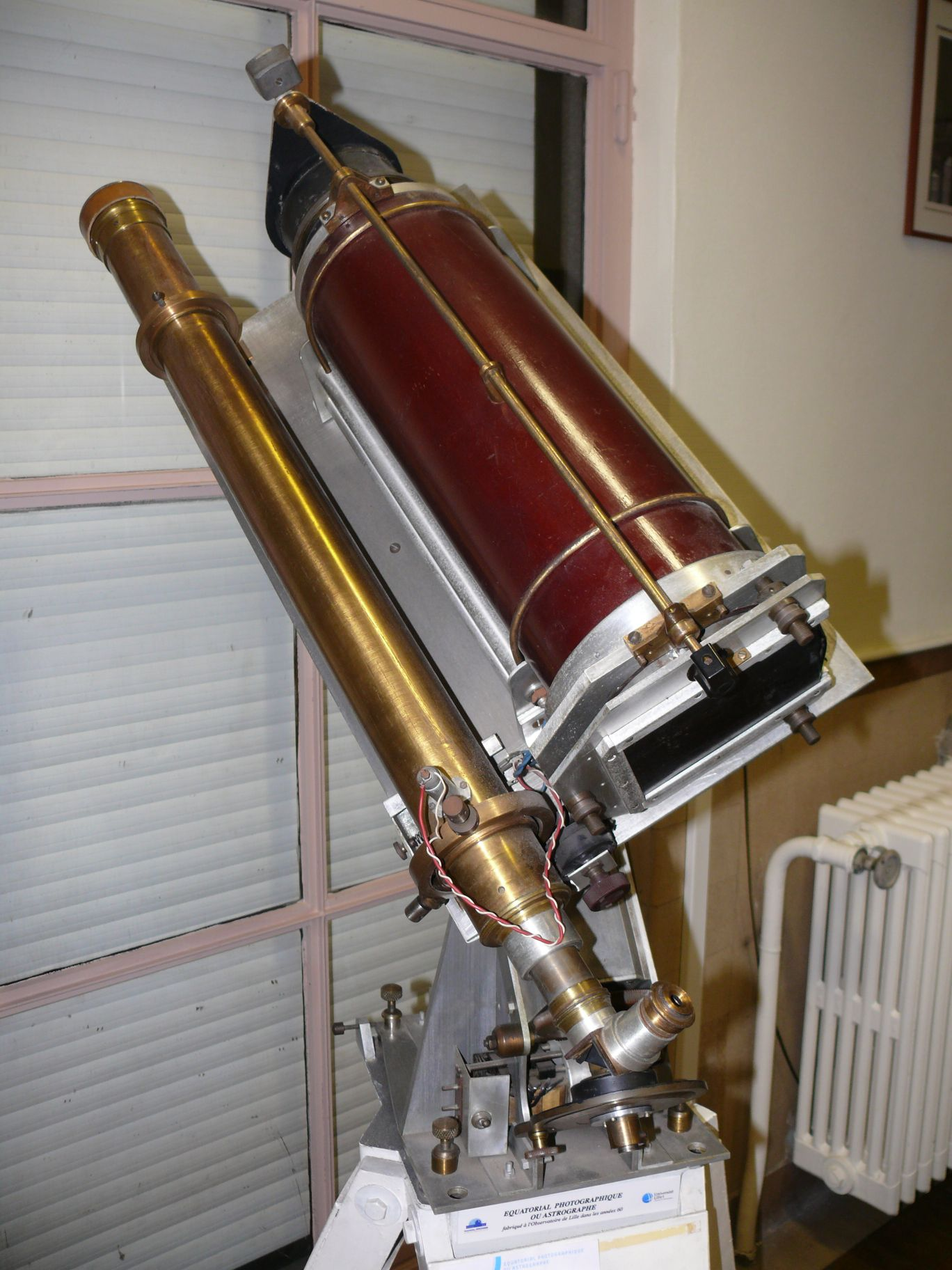
Astrographe
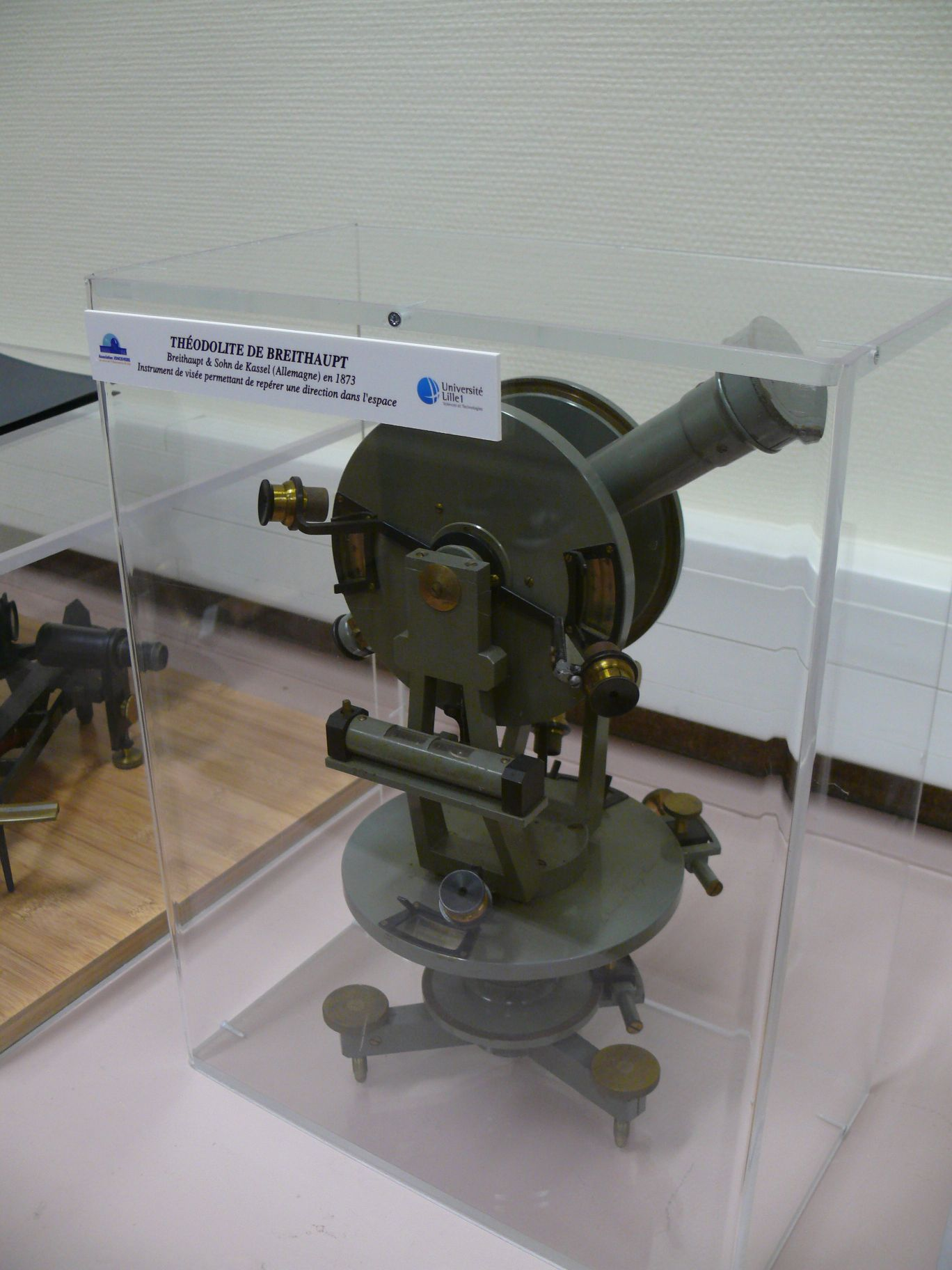
Théodolite